# Колуфіани

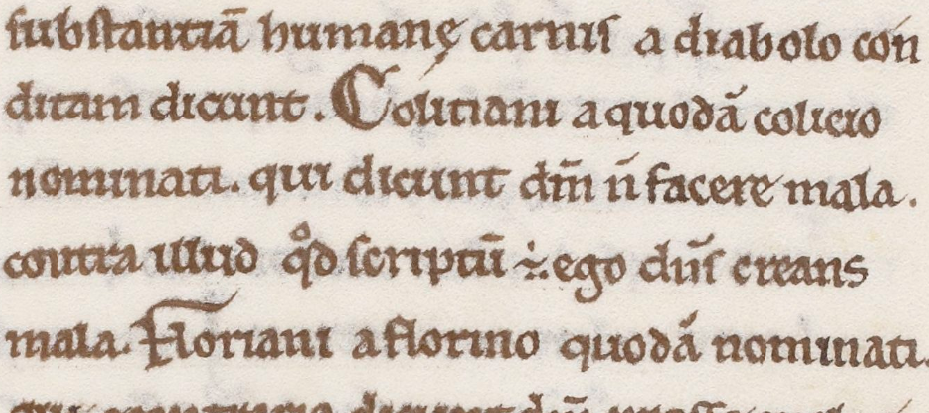

Колуфіани - християнська секта єретиків, що існувала в  IV сторіччі. Їхні догмати стверджували, що Бог не створив нечестивих і що, таким чином, Бог не був відповідальним за існування зла у світі. Засновником єресі став священик Колуф. Секта зникла приблизно у 340 році, незабаром після смерті засновника. 